# Vännäs HC
Vännäs HC är en ishockeyförening från Vännäs, Västerbottens län, som bildades 1979 ur Vännäs AIK:s hockeysektion. Föreningen spelades sina matcher utomhus på Älvdala tills Vännäs ishall invigdes den 19 december 1981. Säsongen 1990/1991 kvalificerade sig laget till Division I. Laget spelade tre säsonger i division I men åkte ur säsongen 1994/1995 och flyttades ner till Division II Norra A. Efter serieomläggning till säsongen 1999/2000 flyttades man upp till division I igen. Efter säsongen 2004/2005 begärde föreningen ner sig till Division II men spelar i Hockeyettan igen sedan säsongen 2012/2013 efter att Clemensnäs HC dragit sig ur serien.

## Kända spelare som spelat i klubben
- Alexander Hellström
- Daniel Tjärnqvist
- Mattias Tjärnqvist
- Per Ledin
- Igor Matusjkin
- Conny Strömberg

## Säsonger i Division I
| Säsong                                    | Division           | Placering | Vårserie                  | Kval/Playoff                           |
| ----------------------------------------- | ------------------ | --------- | ------------------------- | -------------------------------------- |
| 1991/1992                                 | Division I Norra   | 8         | 5:a i fortsättningsserien |                                        |
| 1992/1993                                 | Division I Norra   | 7         | 4 i fortsättningsserien   |                                        |
| 1993/1994                                 | Division I Norra   | 10        | 8                         | nerflyttade                            |
| 1994–1999 spelade man i lägre divisioner. |                    |           |                           |                                        |
| 1999/2000                                 | Division 1 Norra A | 7         |                           | 1:a i kvalserien till Division 1       |
| 2000/2001                                 | Division 1 Norra A | 3         |                           |                                        |
| 2001/2002                                 | Division 1 Norra A | 3         |                           |                                        |
| 2002/2003                                 | Division 1 Norra A | 1         | 7:a i Allettan Norra      |                                        |
| 2003/2004                                 | Division 1 Norra A | 5         | 1:a i vårserien           |                                        |
| 2004/2005                                 | Division 1 Norra   | 7         |                           | Drog sig ur fortsatt spel i Division 1 |
| 2005–2012 spelade man i lägre divisioner. |                    |           |                           |                                        |
| 2012/2013                                 | Division 1A        | 6         | 1:a i fortsättningsserien | Utslagna av Kiruna IF i playoff 1      |
| 2013/2014                                 | Division 1 Norra   | 8         |                           |                                        |
| 2014/2015                                 | Hockeyettan Norra  | 8         | 5:a i vårserien           |                                        |
| 2015/2016                                 | Hockeyettan Norra  | 8         | 2:a i vårserien           | Utslagna av Östersund i playoff 1      |
| 2016/2017                                 | Hockeyettan Norra  | 8         | 5:a i vårserien           |                                        |
| 2017/2018                                 | Hockeyettan Norra  | 6         | 1:a i vårserien           | Utslagna av Köping i playoff förkval   |
| 2018/2019                                 | Hockeyettan Norra  | 5         | 10 i Allettan Norra       |                                        |
| 2019/2020                                 | Hockeyettan Norra  | 9         | 5:a i Vårettan            |                                        |
| 2020/2021                                 | Hockeyettan Norra  | 9         | 1:a i Vårettan            | Utslagna av Kalix i play in            |
| 2021/2022                                 | Hockeyettan Norra  | 10        | 10:a i Vårettan           |                                        |
| 2022/2023                                 | Hockeyettan Norra  | 8         | 9:a i Vårettan            | 2:a i kvalserien                       |

Anmärkningar
1. ↑  En andraplacering i kvalserien räckte inte för att få fortsätta spela i Hockeyettan, men under sommaren förlorade Tegs SK sin elitlicens och Vännäs erbjöds och accepterade deras plats.[3]